# Herman Schmid
Herman Schmid, född 31 december 1939 i Malmö Sankt Petri församling, Malmöhus län, död 25 oktober 2021 Malmö, var en svensk sociolog och arbetsmarknadsforskare, samt adjungerad lektor vid Roskilde Universitetscenter i Roskilde, Danmark. Schmid var även politiker med långt engagemang inom vänsterpartiet. Schmid var 1999–2004 invald i Europaparlamentet för Vänsterpartiet. Han tillhörde där gruppen GUE/NGL och var ledamot av Utskottet för sysselsättning och sociala frågor.
Schmid var 1984–1990 rektor för Bona Folkhögskola i Motala och satt i Vänsterpartiets partistyrelse 1990–1998.